# Adair Village

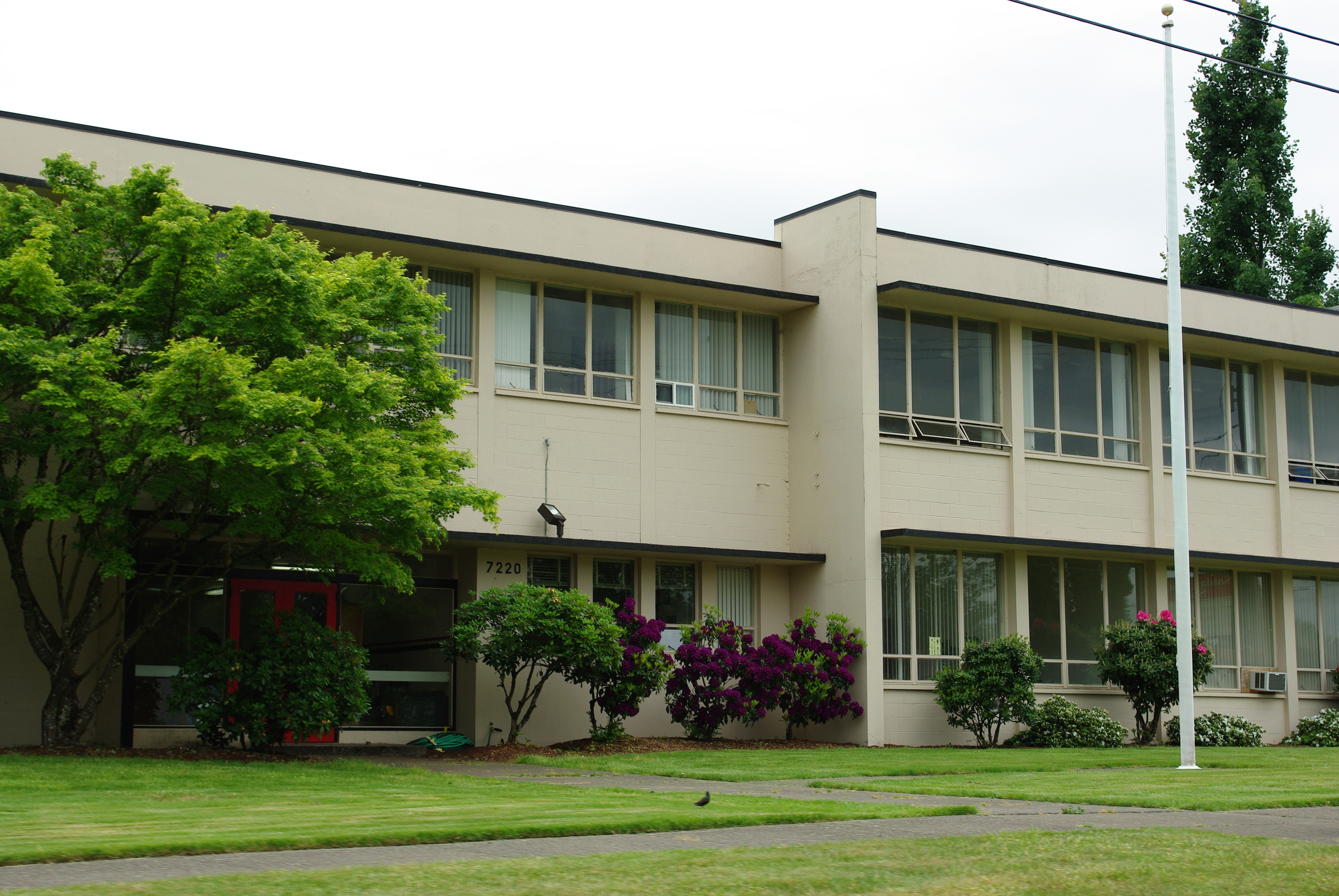
A katolikus iskola

Adair Village az Amerikai Egyesült Államok északnyugati részén, Oregon állam Benton megyéjében helyezkedik el. A 2020. évi népszámláláskor 994 lakosa volt. A város területe 0,6 km², melynek 100%-a szárazföld.
A város északi határán működik az Oregoni Hal- és Vadvédelmi Hivatal, továbbá a városban található a Santiam Christian School, amely bölcsődeként, óvodaként, valamint általános iskolaként és gimnáziumként is működő katolikus intézmény.
A város a corvallisi agglomerációban helyezkedik el.

## Történet
A település nevét a második világháborúban létesített Adair tábor után kapta. Miután véget ért a háború, 1946-ban a kórház kivételével minden épületet lebontottak; a megmaradt házat az Oregoni Állami Egyetem kapta meg, akik kollégiumot létesítettek itt. Az első lakók beköltözése után megalakult a helyi önkormányzat, majd 1947-ben postahivatalt is alapítottak.
Miután a háború utáni beiratkozási hullám alábbhagyott, az egyetem felmondta a bérletet; ezután az épületben a légierő radarállomást rendezett be. A település postahivatala 1951-ben megszűnt, de 1961 és 1969 között a légibázis saját intézményt üzemeltetett. Miután a hadsereg beszüntette itteni tevékenységét, az építményeket egyenként eladták.
Adair Village 1976-ban kapott városi rangot; az önkormányzat ma is az egyik eredeti, világháborús épületet foglalja el.

## Népesség

### 2010
A 2010-es népszámláláskor a városnak 840 lakója, 279 háztartása és 227 családja volt. A népsűrűség 1400 fő/km2. A lakóegységek száma 293, sűrűségük 488,3 db/km2. A lakosok 88,5%-a fehér, 1,2%-a afroamerikai, 1,4%-a indián, 1,9%-a ázsiai, 0,2%-a a Csendes-óceáni szigetekről származik, 0,8%-a egyéb, 6%-a pedig kettő vagy több etnikumú. A spanyol vagy latino származásúak aránya 6,7% (4% mexikói, 0,1% Puerto Ricó-i,  2,5% egyéb spanyol vagy latino származású.)
A háztartások 57%-ában élt 18 évnél fiatalabb. 57,7% házas, 19,7% egyedülálló nő, 3,9% egyedülálló férfi, 18,6% pedig nem család. 12,9% egyedül élt; 1,1%-uk 65 éves vagy idősebb. Egy háztartásban átlagosan 3,01 személy élt; a családok átlagmérete 3,3 fő.
A medián életkor 30,6 év volt. A város lakóinak 36,7%-a 18 évesnél fiatalabb, 5,8% 18 és 24 év közötti, 34%-uk 25 és 44 év közötti, 20%-uk 45 és 64 év közötti, 3,6%-uk pedig 65 éves vagy idősebb. A lakosok 48,6%-a férfi, 51,4%-a pedig nő.

### 2000
A 2000-es népszámláláskor  a városnak 536 lakója, 170 háztartása és 140 családja volt. A népsűrűség 893,3 fő/km2. A lakóegységek száma 180, sűrűségük 300 db/km2. A lakosok 87,87%-a fehér, 0,75%-a afroamerikai, 2,43%-a indián, 1,31%-a ázsiai, 1,49%-a a Csendes-óceáni szigetekről származik, 1,12%-a egyéb-, 5,04%-a pedig kettő vagy több etnikumú. A spanyol vagy latino származásúak aránya 4,48% (2,4% mexikói,   2,1% pedig egyéb spanyol/latino származású.)
A háztartások 52,4%-ában élt 18 évnél fiatalabb. 62,1% házas, 12,9% egyedülálló nő; 17,1% pedig nem család. 11,2% egyedül élt; 2,4%-uk 65 éves vagy idősebb. Egy háztartásban átlagosan 3,15 személy élt; a családok átlagmérete 3,4 fő.
A város lakóinak 35,4%-a 18 évesnél fiatalabb, 9,5% 18 és 24 év közötti, 32,8%-uk 25 és 44 év közötti, 19%-uk 45 és 64 év közötti, 3,2%-uk pedig 65 éves vagy idősebb. A medián életkor 28 év volt. Minden 100 nőre 98,5 férfi jut; a 18 évnél idősebb nőknél ez az arány 87.
A háztartások medián bevétele 49 000 amerikai dollár, ez az érték családoknál $51 667. A férfiak medián keresete $38 750, míg a nőké $29 286. A város egy főre jutó bevétele (PCI) $16 311. A családok 6,4%-a, a teljes népesség 9%-a élt létminimum alatt; a 18 év alattiaknál ez a szám 9,8%, a 65 évnél idősebbeknél pedig %.

## Fordítás
Ez a szócikk részben vagy egészben  az   Adair Village, Oregon című angol Wikipédia-szócikk ezen változatának fordításán alapul.  Az eredeti cikk szerkesztőit annak laptörténete sorolja fel. Ez a jelzés csupán a megfogalmazás eredetét és a szerzői jogokat jelzi, nem szolgál a cikkben szereplő információk forrásmegjelöléseként.